# Бонеказе, Одоне
Одоне Бонеказе (Odone Bonaecasae, также известный как Odo Fattiboni, его имя также пишут как Odo, Oddo, Otto, Ottone) — католический церковный деятель XII века. Возведён в ранг кардинала-дьякона церкви Сан-Джорджо-ин-Велабро на консистории 1130 года. Участвовал в выборах папы Целестина II (1143), Луция II (1144), Евгения III (1145), Анастасия IV (1153), Адриана IV (1154) и Александра III (1159). Стал епископом Чезены в 1155 году.